# Энни (мюзикл)
«Энни» (англ. Annie) — мюзикл Чарльза Страуза (музыка) и Мартина Чарнина (тексты песен) на либретто Томаса Миэна. Основан на комиксе Харольда Грея «Little Orphan Annie» («Маленькая сиротка Энни»). Обладатель премии «Тони». По мюзиклу, среди прочих, был снят фильм «Энни» (режиссёр Джон Хьюстон, 1982). Оригинальная же бродвейская постановка не сходила со сцены почти шесть лет, что является рекордом для театра «Alvin Theatre» (теперь «Neil Simon Theatre»).

## Сюжет

### Акт 1
Действия разворачиваются в 1933 году, одиннадцатилетняя Энни оказывается в детском доме для девочек вместе с другими сиротами. От плохого сна просыпается шестилетняя Молли, чем злит старших сирот, Пеппер и Даффи. Джулай просит их замолчать и в конце концов ввязывается в драку с Пеппер. Энни встает и просит всех снова заснуть. Затем Молли просит Энни прочитать записку своих родителей, которую они оставили вместе с ней в приюте. Даффи и Пеппер снова злятся, так как они уже много раз слышали содержание этой записки. Пока остальные насмехаются над ней, Энни гадает, когда вернутся её родители (песня «Maybe»).
Энни решает сбежать, чтобы найти своих родителей, но её ловит Мисс Ханниган, хозяйка приюта. Она заставляет девочек прибраться, а они жалуются на ужасные условия детского дома (песня «It’s the Hard Knock Life»). Позже приходит мистер Бандлз, работник прачечной, чтобы забрать одеяла, и позволяет Энни сбежать в своем грузовике. Мисс Ханниган понимает, что она сбежала, и гонится за грузовиком. Другие сироты выражают свое разочарование, так как они знают, что их накажут.
Энни успешно сбегает и находит бродячего пса. Утешая его, она обещает, что все будет хорошо («Tomorrow»). Ловец собак преследует пса, поэтому Энни притворяется, что собака принадлежит ей, называя его Сэнди. Она попадает на Гувервилль, где люди, ставшие бездомными вследствие Великой Депрессии, собрались вместе (песня «We’d Like to Thank You»). Однако, полицейский лейтенант Уорд, посланный Мисс Ханниган, ловит Энни и забирает её обратно в приют.
Грейс Фаррелл, помощница миллиардера, Оливера Уорбакса, приходит в приют и приглашает сироту приехать в его особняк на Рождество. Как только они уходят, Мисс Ханниган взрывается своей ненавистью ко всем девочкам в приюте (песня «Little Girls»).
Тем временем, в особняке Уорбакса персонал приветствует Энни с распростёртыми объятиями (песня «I Think I’m Gonna Like It Here»), когда Оливер Уорбакс возвращается. Ему совсем не нравится, что в его особняке живёт сирота. Он просит Грейс отвести Энни в кино, но Энни уговаривает его тоже пойти. Затем Уорбакс и Энни начинают испытывать взаимную симпатию друг к другу, они наслаждаются сказочной ночью в Нью-Йорке (песня «N.Y.C.»).
Нерадивый брат Мисс Ханниган, Рустер, и его бессовестная подружка, Лили приходят в приют. Мисс Ханниган рассказывает, что Энни осталась в доме миллиардера, и они решают, что могут использовать эту ситуацию в своих интересах, хотя ещё не знают, каким образом (песня «Easy Street»).
Уорбакс видит сломанный медальон на шее Энни и покупает ей новый от Tiffany & Co. Он спорит сам с собой, стоит ли ему усыновлять Энни (песня «Why Should I Change A Thing?»), но решает довести дело до конца и отдает Энни медальон. Однако она плачет, говоря, что это была единственная вещь, оставленная её родителями, и отказывается принять подарок. Уорбакс обещает найти её родителей, чего бы это ему ни стоило (песня «You Won’t Be An Orphan For Long»).

### Акт 2
Энни появляется на радио-шоу Берта Хили, на котором Уорбакс объявляет, что он предлагает 50 000 долларов паре, которая может доказать, что они её родители. Затем Хили поет песню вместе с сестрами Бойлан (песня «You’re Never Fully Dressed Without a Smile»). В детском доме девочки смотрят это шоу. Они радостно подпевают. В комнату врывается Мисс Ханниган и спрашивает, что происходит. Молли рассказывает ей о вознаграждении в размере 50 000 долларов для родителей Энни, что приводит Ханниган в ярость. Вскоре после этого Рустер и Лили приходят в приют. Они говорят Ханниган, что с её помощью могут обманом заставить Уорбакса поверить, что они — родители Энни. Ханниган требует половину суммы за обман, и рассказывает им о записке и медальоне Энни.
Уорбакс привозит Энни в Вашингтон, округ Колумбия, где она встречается с президентом Франклином Делано Рузвельтом. Она поет песню «Tomorrow», и Рузвельт вдохновляется её оптимизмом. Вернувшись домой, Уорбакс говорит Энни, как сильно он её любит (песня «Something Was Missing»). Поскольку её родители так и не объявились, он решает удочерить её, и Энни радостно соглашается (песня «I Don’t Need Anything But You»). Они решили устроить рождественскую вечеринку, Энни пригласила на неё мисс Ханниган и сирот. Готовясь, восхищенные слуги рассказывают о том, как её приезд изменил их жизнь (песня «Annie»).
Появляется судья, Луи Брэндайс, чтобы начать процедуру усыновления, но его прерывают переодетые Рустер и Лили. Они предъявляют другую половину медальона Энни, но Уорбакс все ещё не верит, что они настоящие. Он просит, чтобы они разрешили ей остаться на рождественскую вечеринку, а потом они могут забрать её. На следующее утро Энни сокрушается, что её не удочерили, а отослали вместе с «родителями». Затем Уорбакс получает неожиданный визит от Рузвельта и его секретной службы. Он узнаёт, что родителями Энни на самом деле являются Дэвид и Маргарет Беннетт, которые умерли, когда она была ещё младенцем. Как только Рустер и Лили появляются, чтобы потребовать Энни и деньги, Уорбакс их сразу же разоблачает. Их и мисс Ханниган арестовывает Секретная служба США. Уорбакс усыновляет Энни и все рады новому курсу Рузвельта (песня «A New Deal for Christmas»/«Tomorrow»).

## Персонажи
| Персонаж                                                                | Описание |
| Оливер Уорбакс                                                          | Миллиардовый бизнесмен, который удочеряет Энни. |
| Энни Беннет                                                             | Главная героиня. Храбрая и находчивая 11-летняя сирота, которая хочет найти своих родителей. Впоследствии её усыновляет Оливер Уорбакс.                |
| Грейс Фаррел                                                            | Верный секретарь Оливера Уорбакса, которая симпатизирует Энни с самого начала.                                                                         |
| Дэниел «Рустер» Ханниган                                                | Младший брат мисс Ханниган, заключенный, который сбежал из тюрьмы, чтобы ограбить свою сестру и похитить Энни.                                         |
| Мисс Агата Ханниган                                                     | Воспитательница детского дома, разочарованная в жизни, ненавидит детей и злоупотребляет алкогольными напитками.                                        |
| Дрейк                                                                   | Дворецкий Оливера Уорбакса, хороший друг Грейс, Энни и Уорбакса.                                                                                       |
| Лили Сент-Реджис                                                        | Подружка Рустера, эгоистичная охотница за деньгами. Они с Рустером прикидываются родителями Энни, чтобы заполучить вознаграждение.                     |
| Франклин Делано Рузвельт                                                | Президент США, он помогает Уорбаксу найти родителей Энни. После встречи с Энни он вдохновляется на создание нового курса и восстановить экономику США. |
| Молли                                                                   | Самая младшая из сирот (6 лет) и лучший друг Энни. |
| Пеппер                                                                  | Самая властолюбивая из сирот (12 лет) и не любит Энни.                                                                                                 |
| Даффи                                                                   | Самая старшая из сирот (13 лет), больше всего общается с Пеппер, но дружит со всеми.                                                                   |
| Джулай                                                                  | Самая тихая из сирот (13 лет), которая мало говорит, но заменяет всем мать.                                                                            |
| Тесси                                                                   | Плакса (10 лет), её любимое выражение — «Oh my goodness».                                                                                              |
| Кейт                                                                    | Самая стеснительная из сирот (7 лет), она редко что-то говорит, но дружит со всеми.                                                                    |
| Брэндайс Луи                                                            | Помощник судьи Верховного суда США, он призван помочь в усыновлении Энни.                                                                              |
| Берт Хили                                                               | Радиокомментатор. |
| Сестры Бойлан                                                           | Певицы в шоу Берта Хили. |
| Фред Маккракен и Уэки                                                   | Чревовещатель и его кукла, гости на шоу Берта Хили. |
| Лейтенант Уорд                                                          | Полицейский, который находит бездомную Энни в Гувервилле.                                                                                              |
| Сенди                                                                   | Брошенный пес смешанной породы, который становится верным другом Энни.                                                                                 |
| Бандлс                                                                  | Работник прачечной. Мисс Ханниган постоянно пристает к нему, но ему это неинтересно.                                                                   |
| Корделл Халл, Фрэнсис Перкинс, Луи Хоу, Гарольд Икес, и Генри Моргентау | Члены кабинета Франклина Рузвельта, которые поют песню «Tomorrow» с Уорбаксом и Энни.                                                                  |
| Звезда                                                                  | Звезда Бродвея. |
| Миссис Грир, Миссис Пу, Сесиль, и Аннет                                 | Слуги Оливера Уорбакса. |
| Ловец собак                                                             | Человек, который охотился на Сенди. |